# Selección femenina de fútbol de El Salvador
La selección femenina de fútbol de El Salvador es el equipo representativo del país en las competiciones oficiales de fútbol femenino. Su organización está a cargo de la Federación Salvadoreña de Fútbol, la cual es miembro de la Concacaf.

## Estadísticas

### Copa Mundial Femenina de Fútbol
| Edición | Resultado               | Posición                | PJ                      | PG                      | PE                      | PP                      | GF                      | GC                      |
| ------- | ----------------------- | ----------------------- | ----------------------- | ----------------------- | ----------------------- | ----------------------- | ----------------------- | ----------------------- |
| 1991    | No existía la selección | No existía la selección | No existía la selección | No existía la selección | No existía la selección | No existía la selección | No existía la selección | No existía la selección |
| 1995    | No existía la selección | No existía la selección | No existía la selección | No existía la selección | No existía la selección | No existía la selección | No existía la selección | No existía la selección |
| 1999    | No clasificó            | No clasificó            | No clasificó            | No clasificó            | No clasificó            | No clasificó            | No clasificó            | No clasificó            |
| 2003    | No clasificó            | No clasificó            | No clasificó            | No clasificó            | No clasificó            | No clasificó            | No clasificó            | No clasificó            |
| 2007    | No clasificó            | No clasificó            | No clasificó            | No clasificó            | No clasificó            | No clasificó            | No clasificó            | No clasificó            |
| 2011    | No clasificó            | No clasificó            | No clasificó            | No clasificó            | No clasificó            | No clasificó            | No clasificó            | No clasificó            |
| 2015    | No clasificó            | No clasificó            | No clasificó            | No clasificó            | No clasificó            | No clasificó            | No clasificó            | No clasificó            |
| 2019    | No clasificó            | No clasificó            | No clasificó            | No clasificó            | No clasificó            | No clasificó            | No clasificó            | No clasificó            |
| 2023    | No clasificó            | No clasificó            | No clasificó            | No clasificó            | No clasificó            | No clasificó            | No clasificó            | No clasificó            |
| 2027    | Por disputarse          | Por disputarse          | Por disputarse          | Por disputarse          | Por disputarse          | Por disputarse          | Por disputarse          | Por disputarse          |
| Total   | 0/9                     | -                       | -                       | -                       | -                       | -                       | -                       | -                       |

### Campeonato Femenino de la Concacaf
| Edición | Resultado               | Posición                | PJ                      | PG                      | PE                      | PP                      | GF                      | GC                      |
| ------- | ----------------------- | ----------------------- | ----------------------- | ----------------------- | ----------------------- | ----------------------- | ----------------------- | ----------------------- |
| 1991    | No existía la selección | No existía la selección | No existía la selección | No existía la selección | No existía la selección | No existía la selección | No existía la selección | No existía la selección |
| 1993    | No existía la selección | No existía la selección | No existía la selección | No existía la selección | No existía la selección | No existía la selección | No existía la selección | No existía la selección |
| 1994    | No existía la selección | No existía la selección | No existía la selección | No existía la selección | No existía la selección | No existía la selección | No existía la selección | No existía la selección |
| 1998    | No clasificó            | No clasificó            | No clasificó            | No clasificó            | No clasificó            | No clasificó            | No clasificó            | No clasificó            |
| 2000    | No participó            | No participó            | No participó            | No participó            | No participó            | No participó            | No participó            | No participó            |
| 2002    | No clasificó            | No clasificó            | No clasificó            | No clasificó            | No clasificó            | No clasificó            | No clasificó            | No clasificó            |
| 2006    | No clasificó            | No clasificó            | No clasificó            | No clasificó            | No clasificó            | No clasificó            | No clasificó            | No clasificó            |
| 2010    | No clasificó            | No clasificó            | No clasificó            | No clasificó            | No clasificó            | No clasificó            | No clasificó            | No clasificó            |
| 2014    | No clasificó            | No clasificó            | No clasificó            | No clasificó            | No clasificó            | No clasificó            | No clasificó            | No clasificó            |
| 2018    | No clasificó            | No clasificó            | No clasificó            | No clasificó            | No clasificó            | No clasificó            | No clasificó            | No clasificó            |
| 2022    | No clasificó            | No clasificó            | No clasificó            | No clasificó            | No clasificó            | No clasificó            | No clasificó            | No clasificó            |
| Total   | 0/11                    | -                       | -                       | -                       | -                       | -                       | -                       | -                       |

### Copa Oro Femenina de la Concacaf
| Edición | Resultado      | Posición | PJ | PG | PE | PP | GF | GC |
| ------- | -------------- | -------- | -- | -- | -- | -- | -- | -- |
| 2024    | Fase de grupos | 10.º     | 3  | 0  | 0  | 3  | 2  | 11 |
| Total   | 1/1            | 10.º     | 3  | 0  | 0  | 3  | 2  | 11 |

## Últimos partidos y próximos encuentros
Actualizado al último partido jugado el 22 de febrero de 2025
| Fecha      | Ciudad | Local   | Resultado | Visitante   | Competición      |
| ---------- | ------ | ------- | --------- | ----------- | ---------------- |
| 19-02-2025 | Quito  | Ecuador | 4:1       | El Salvador | Partido amistoso |
| 22-02-2025 | Quito  | Ecuador | 2:3       | El Salvador | Partido amistoso |

## Última convocatoria
Convocatoria oficial para disputar los partidos amistosos vs.  Ecuador, el 19 y 22 de febrero de 2025 respectivamente. 
Datos actualizados después del partido ante  Paraguay el 29 de febrero de 2024 (sin contar partidos amistosos).
| N.º                    | Nombre              | Posición      | Edad    | PJ | Goles | Club                            |
| ---------------------- | ------------------- | ------------- | ------- | -- | ----- | ------------------------------- |
|                        | Idalia Serrano      | Portera       | 25 años | 19 | 0     | AS Volos 2004                   |
|                        | Samantha Valadez    | Portera       | 20 años | 2  | 0     | OLLU Saints                     |
|                        | Nicolle Amaya       | Defensa       | 22 años | 19 | 1     | Ñañas                           |
|                        | Elaily Hernández    | Defensa       | 25 años | 19 | 0     | Atlético de San Luis            |
|                        | Juana Plata         | Defensa       | 25 años | 17 | 0     | Cruz Azul                       |
|                        | Priscila Ortíz      | Defensa       | 29 años | 17 | 0     | Alianza Women                   |
|                        | Vasthy Delgado      | Defensa       | 31 años | 2  | 0     | Santa Fé                        |
|                        | Ashlin Fuentes      | Defensa       |         | 0  | 0     | CCBC–Catonsville Cardinals      |
|                        | Christine Duarte    | Defensa       |         | 0  | 0     | Cal State Dominguez Hills Toros |
|                        | Alejandra Chirino   | Mediocampista | 34 años | 19 | 0     | United City                     |
|                        | Victoria Sánchez    | Mediocampista | 20 años | 18 | 7     | Texas State Bobcats             |
|                        | Danielle Fuentes    | Mediocampista | 24 años | 17 | 5     | Club Tijuana                    |
|                        | Danya Gutiérrez     | Mediocampista | 25 años | 15 | 7     | Cruz Azul                       |
|                        | Isabella Recinos    | Mediocampista | 22 años | 6  | 0     | UMass Minutewomen               |
|                        | Samantha Fisher     | Mediocampista | 25 años | 4  | 1     | Sassuolo                        |
|                        | Makenna Domínguez   | Mediocampista | 22 años | 4  | 0     | LSU Tigers                      |
|                        | Gabriela Rodríguez  | Mediocampista | 20 años | 0  | 0     | Agente libre                    |
|                        | Emely Rubio         | Mediocampista | 20 años | 0  | 0     | Towson Tigers                   |
|                        | Brenda Cerén        | Delantera     | 26 años | 22 | 15    | Atlas                           |
|                        | Jackeline Velásquez | Delantera     | 29 años | 11 | 2     | Ñañas                           |
|                        | Samaria Gómez       | Delantera     | 23 años | 10 | 4     | Necaxa                          |
|                        | Abigail López       | Delantera     | 24 años | 7  | 6     | Real Estelí                     |
|                        | Maggie Segovia      | Delantera     | 24 años | 0  | 0     | Managua                         |
| Bandera de El Salvador | Eric Acuña          | Entrenador    | 50 años | 26 | 67    |                                 |

## Recientemente convocadas
- Las siguientes jugadoras han sido convocadas durante los últimos 12 meses.

Datos actualizados después del partido ante  Paraguay el 29 de febrero de 2024 (sin contar partidos amistosos).
| N.º | Nombre             | Posición      | Edad    | PJ | Goles | Club                          | Última convocatoria                                 | Fecha      |
| --- | ------------------ | ------------- | ------- | -- | ----- | ----------------------------- | --------------------------------------------------- | ---------- |
| 21  | Nicole Valenzuela  | Portera       | 18 años | 0  | 0     | Alianza Women                 | v. Paraguay - Copa Oro                              | 29-02-2024 |
| 19  | Irma Hernández     | Defensa       | 25 años | 6  | 0     | Alianza Women                 | v. Perú - Partido amistoso                          | 16-07-2024 |
| 24  | Sarina Villa       | Defensa       | 19 años | 1  | 0     | Sting                         | v. Perú - Partido amistoso                          | 16-07-2024 |
| 13  | Carolina Benítez   | Defensa       | 19 años | 0  | 0     | UMass Minutewomen             | v. Nicaragua - Clasificación Copa Oro               | 03-12-2023 |
| 22  | Reina Cruz         | Defensa       | 29 años | 2  | 0     | Houston Aces                  | v. Honduras - Clasificación Copa Oro                | 26-10-2023 |
| 17  | Joseline Rivas     | Defensa       | 31 años | 5  | 0     | Alianza Women                 | v. Nicaragua - Clasificación Copa Oro               | 20-09-2023 |
| 17  | Amy Angel          | Mediocampista | 18 años | 0  | 0     | Virginia Academy              | v. Perú - Partido amistoso                          | 16-07-2024 |
| 13  | Nathalie Mejía     | Mediocampista |         | 0  | 0     | Mount St. Mary's Mountaineers | v. Perú - Partido amistoso                          | 16-07-2024 |
| 12  | Amber Marinero     | Mediocampista | 22 años | 6  | 0     | United City                   | v. Bolivia - Partido amistoso                       | 03-06-2024 |
| 13  | Linda Guillén      | Mediocampista | 21 años | 1  | 0     | Alianza Women                 | v. Paraguay - Copa Oro                              | 29-02-2024 |
| 19  | Stephanie Zúñiga   | Mediocampista | 28 años | 4  | 0     | Alianza Women                 | v. Nicaragua - Clasificación Copa Oro               | 03-12-2023 |
| 19  | Jasmine Díaz       | Mediocampista | 30 años | 3  | 0     | Houston Dash                  | v. Honduras - Clasificación Copa Oro                | 29-10-2023 |
| 13  | Angie Machado      | Mediocampista | 24 años | 2  | 0     | Oral Roberts Golden Eagles    | v. Guatemala - Juegos Centroamericanos y del Caribe | 07-07-2023 |
| 22  | Elizabeth Johannes | Delantera     | 20 años | 0  | 0     | Indiana Hoosiers              | v. Perú - Partido amistoso                          | 16-07-2024 |
| 14  | Karen Reyes        | Delantera     | 27 años | 11 | 3     | Necaxa                        | v. Bolivia - Partido amistoso                       | 03-06-2024 |
| 20  | Paola Calderón     | Delantera     | 23 años | 11 | 0     | Alianza Women                 | v. Honduras - Clasificación Copa Oro                | 29-10-2023 |
| 22  | Stephanie Ortez    | Delantera     |         | 0  | 0     | Fayetteville Fury             | v. Honduras - Clasificación Copa Oro                | 29-10-2023 |
| 11  | Ashley Webb        | Delantera     | 30 años | 3  | 0     | Alianza Women                 | v. Guatemala - Juegos Centroamericanos y del Caribe | 07-07-2023 |